# 韓萃善
韓萃善（1539年—？），字克一，號約菴，山東濟南府淄川縣人，軍籍，明朝政治人物。

## 生平
嘉靖四十三年（1564年）甲子科山東鄉試第十二名，萬曆二年（1574年）甲戌科會試第二百三十一名，登三甲第一百四十四名進士。授常州府推官，历官山西太原府知府，十九年（1591年）八月升浙江按察司副使，二十二年七月升陕西右参政。

## 家族
曾祖韓泰；祖父韓弼；父韓思武，曾任歲貢生。前母聶氏；母安氏。慈侍下。弟韓明善、韓取善（贡士、進士）。